# 吉田あゆみ
吉田 あゆみ（よしだ あゆみ、1979年12月24日 - ）は、日本の元AV女優、元ストリッパー。
宮城県出身。身長156cm。スリーサイズ:B83 W56 H84。血液型:A型。

## 作品

### アダルトビデオ（撮り下ろし）
1998年
- おしゃぶりバレリーナ（1月28日、タンク KT-278）※「あおい若菜」名義
- 恥じめまして性感体験（KUKI JF-457）※「あおい若菜」名義

1999年
- 桃尻フェロモン（6月30日、h.m.p HJC-012）※デビュー作
- ぐいナマ!（7月31日、h.m.p HJC-014）
- 痴女の告白（8月28日、h.m.p HJC-015）
- もっと変態なことして エロチックボンバー（9月26日、h.m.p CSV-019）
- となりの変態お嬢さま（11月20日、? HRV01-33）

2000年
- ワタシが本当にシタイこと。（4月7日、ワープエンタテインメント GO-003）
- アイドルシャワー 7（7月20日、ソフトオンデマンド PW-011）
- Costume desire 2（8月15日、ムーディーズ MDS-54）
- インモラル天使（10月20日、シネマジック VS-622）
- ひとり暮らし 1 OL編（11月3日、U&K LL-01）
- 制服オナニー（11月20日、ソフト・オン・デマンド XYZ-005）
- 聖しこの夜 02（12月20日、eXtreme KYS-02）
- サディスティックレズビアン 百合の戯れ 吉田あゆみ 星野瑠海（12月22日、シネマジック YR-016）

2001年
- Pretty（4月20日、eXtreme PRE-11）

2002年
- 鬼畜輪姦 30 女子高生監禁凌辱（6月14日、アタッカーズ SHK-123）

2004年
- 手でヌイてあげる 8（11月26日、U&K TE-08）

### アダルトビデオ（編集もの）
1999年
- 微熱の天使たち 2（11月21日、h.m.p HJC-021）全5名

2000年
- 微熱の天使たち 3（8月25日、h.m.p HJV-014）全6名
- 口全ワイセツ スペシャル 2（9月23日、h.m.p VSV-016）全6名

2001年
- 高級キャバクラ嬢の淫靡な香り（2月9日、ジーオーティー KDD-1）全8名
- SPERM COCKTAIL（4月1日、ジーオーティー DAA-019）全14名
- アイドルシャワーシリーズ 第1巻 川村理沙 吉田あゆみ 菅原ちえ（4月20日、SODクリエイト SDDL-004）全3名
  - アイドルシャワーシリーズ第1巻(5+7) 川村理沙 吉田あゆみ 菅原ちえ（4月20日、SODクリエイト SDJV-004）全3名
- 百合図鑑 20（5月18日、シネマジック YR-12）全9名
- Beautiful Body & Face（9月7日、ジーオーティ KAA-41）全8名
- ラビリンス REMIX 宝生奈々 吉田あゆみ（10月27日、エクストリーム LEX-007）

2002年
- コスプレベストセレクション VOL.1（3月20日、SODクリエイト SDDL-117）全30名以上
- オナニーシリーズ 第1巻 斉藤つかさ 吉田あゆみ（3月20日、SODクリエイト SDDL-126）
- 堕天使の誘惑（4月11日、キング デマンド デリ DDD-026）全10名
- こすちゅーむ.えっち（6月13日、キング デマンド デリ DDD-033）全7名
- 11人の女子校生がおねだり精子！（8月7日、エクストリーム PREX-01）全11名
- 6人のナースを淫診する！（8月7日、エクストリーム PREX-02）全6名
- 10人のウェイトレスが男根おもてなし！（8月7日、エクストリーム PREX-03）全10名
- Stewardess（8月8日、キング デマンド デリ KDD-041）全6名
- 女子校生ベストセレクション 三浦真紀 上村ひな 森下くるみ 吉田あゆみ ほか（9月6日、SODクリエイト SDDL-184）多数出演 ※18タイトルを編集

2003年
- 死夜悪THE BEST 28 〜鬼畜輪姦セレクト9〜 吉田あゆみ 相沢まみ 椎名エリ（6月8日、アタッカーズ ATKD-040）全3名
- 死夜悪アンソロジー 4（9月8日、アタッカーズ ATAD-004）全26名
- 淫乱A級女優を嬲り責め！（10月22日、春風企画 HKDX-001）全11名
- 徳島県の佐藤さんが選ぶSOD白衣の天使作品集（12月4日、SODクリエイト SDDL-307）全8名

2005年
- 夜勤病棟 実写版 プレミアムBOX2枚組（7月22日、メディアバンク RBND-066）全4名

2006年
- 手でヌイてあげる。 BEST of BEST 第1巻（7月28日、U＆K BES-06d）全10名

2007年
- ベスト・オブ・インモラル天使 9（1月1日、シネマジック VS-684）全7名
- インモラル天使 EX 2（7月4日、シネマジック DD-064）全19名
- 特選 吉田あゆみ（8月20日、YSO TOKU-009）

2008年
- エロお姉さん、ボンテージで激手コキ。（12月15日、ジャネス DJNX-01）全11名

2011年
- h.m.pがお贈りする低身長女優たっぷり100人 8時間（4月1日、h.m.p BNDV-00810）全100名

2012年
- 女子校生監禁凌辱 鬼畜輪姦 完全保存版002（8月7日、アタッカーズ ATAD-086）全21名

2013年
- カンパニー松尾h.m.p（7月5日、h.m.p HODV-20891）全20名

2017年
- 若草蹂躙物語 ブルマー・スクール水着大全（5月19日、シネマジック CMA-056）全19名

発売年不明
- Costume desire 2 吉田あゆみ（ムーディーズ MDS-54）VHS
- 制服オナニー 吉田あゆみ（ソフトオンデマンド XYZ-005）VHS
- いびり 吉田あゆみ（ムーディーズ MDT-007）VHS
- ラビリンス 吉田あゆみ（エクストリーム LR-014）VHS
- 濡れる予感 吉田あゆみ（BOUNDED BD-03）VHS

### アダルトビデオ（無修正）
- プロジェクトX vol.7 吉田あゆみ（2004年12月27日、誅臣蔵 id-1230）
- プロジェクトX デラックス vol.4 後藤まみ 吉田あゆみ（2004年12月28日、誅臣蔵 id-1783）
- 美少女ポンプ 吉田あゆみ（2005年8月30日、カリビアンコム 083005-948）

## 書籍

### 写真集
- AYUMI（1999年4月13日、メディアックス）撮影:高橋生建 ISBN 9784896138160

### 雑誌
- スコラ 1999年3月25日号（スコラ）
- 月刊Don’t 1999年4月号（サン出版）
- ザ・ベストMAGAZINE 1999年4月号（ベストセラーズ）
- Magazine Bang 1999年4月号（マガジン・マガジン）
- Giri Giri ギリギリ 1999年6月号（ワニマガジン社）
- オレンジ通信 1999年8月号（東京三世社）
- Beppin School 1999年8月号（英知出版）
- ベストビデオ 1999年8月号、11月号（三和出版）
- ビデオボーイ 1999年8月号（英知出版）
- ウォー! コギャル隊 1999年9月号（サン出版）
- EX CD-ROM 1999年10月号（ビデオ出版）
- ビデオ・ザ・ワールド 1999年10月号（コアマガジン）
- デラべっぴん 1999年10月号（英知出版）